# Toledo City

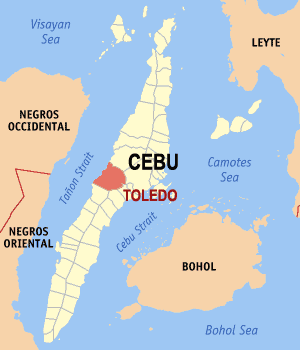
Toledo Citys läge i provinsen Cebu.

Toledo City är en stad i Filippinerna. Den ligger i provinsen Cebu i regionen Centrala Visayas och har 141 174 invånare (folkräkning 1 maj 2000).
Staden är indelad i 38 smådistrikt, barangayer, varav 36 är klassificerade som landsbygdsdistrikt och endast 2 som tätortsdistrikt.